# Acraea violae
Acraea violae är en fjärilsart som beskrevs av Fabricius 1775. Acraea violae ingår i släktet Acraea och familjen praktfjärilar. Inga underarter finns listade i Catalogue of Life.

## Bildgalleri

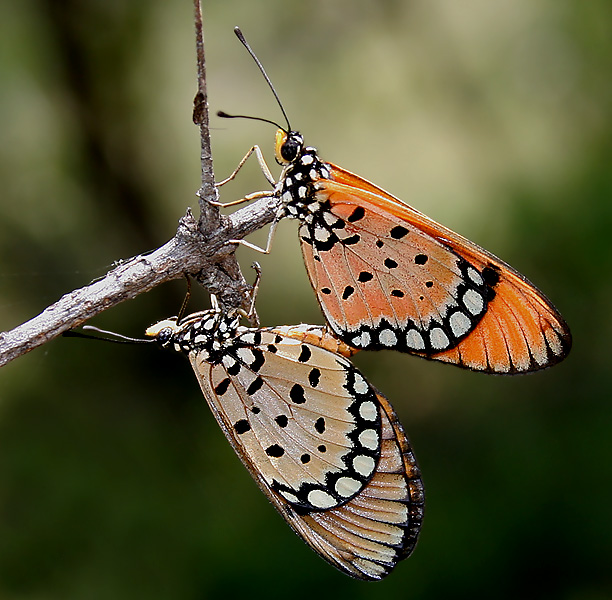
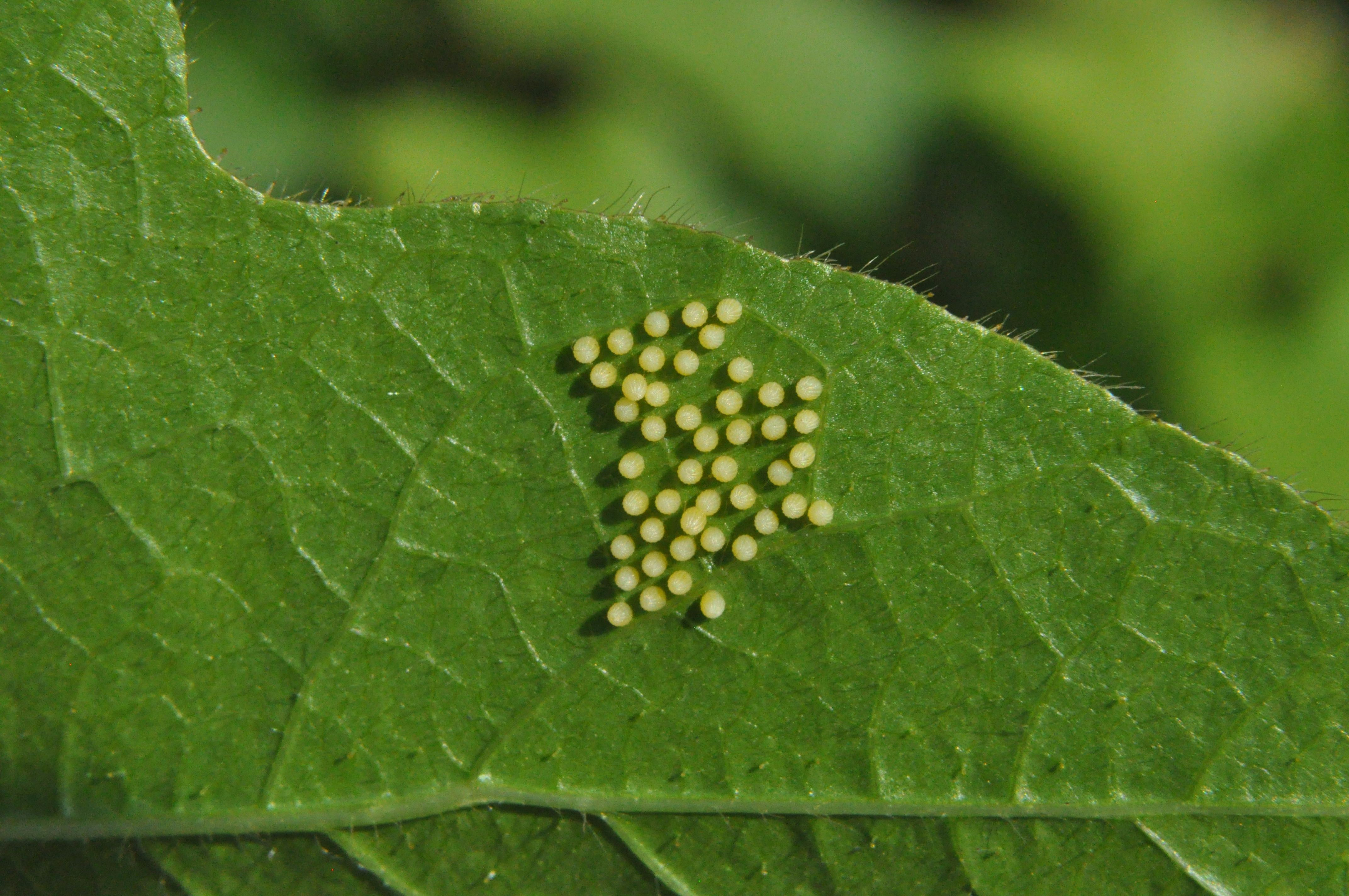
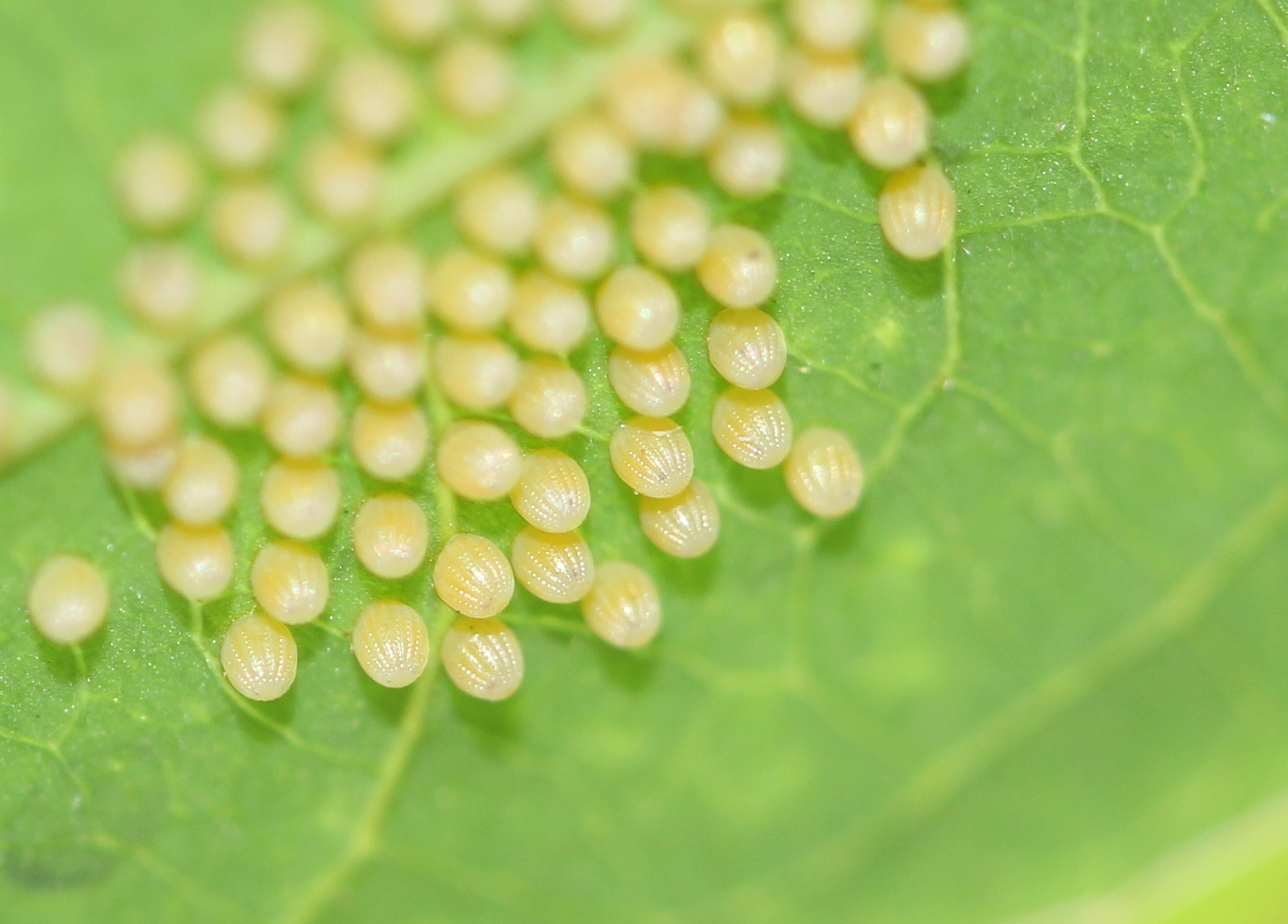
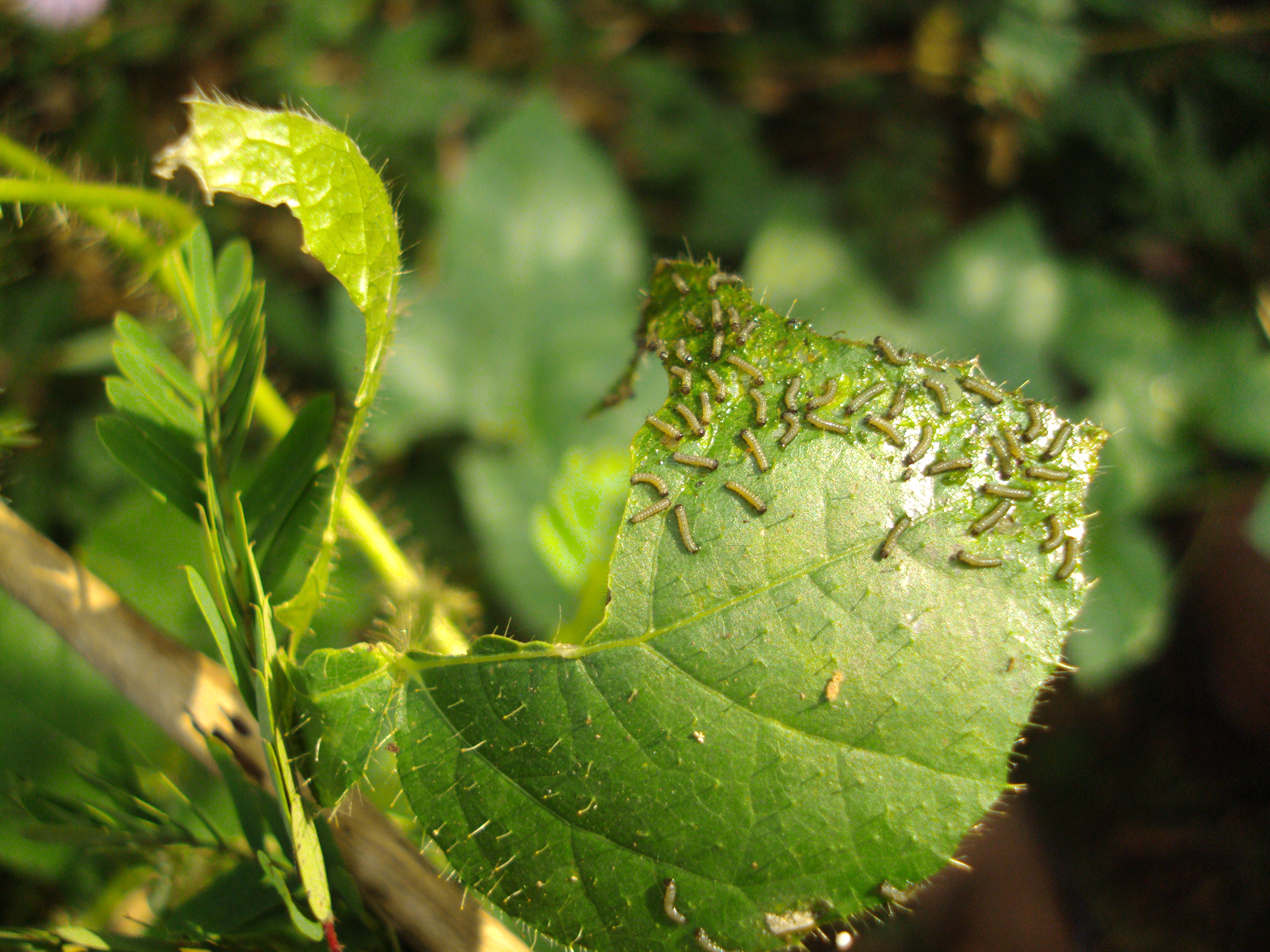
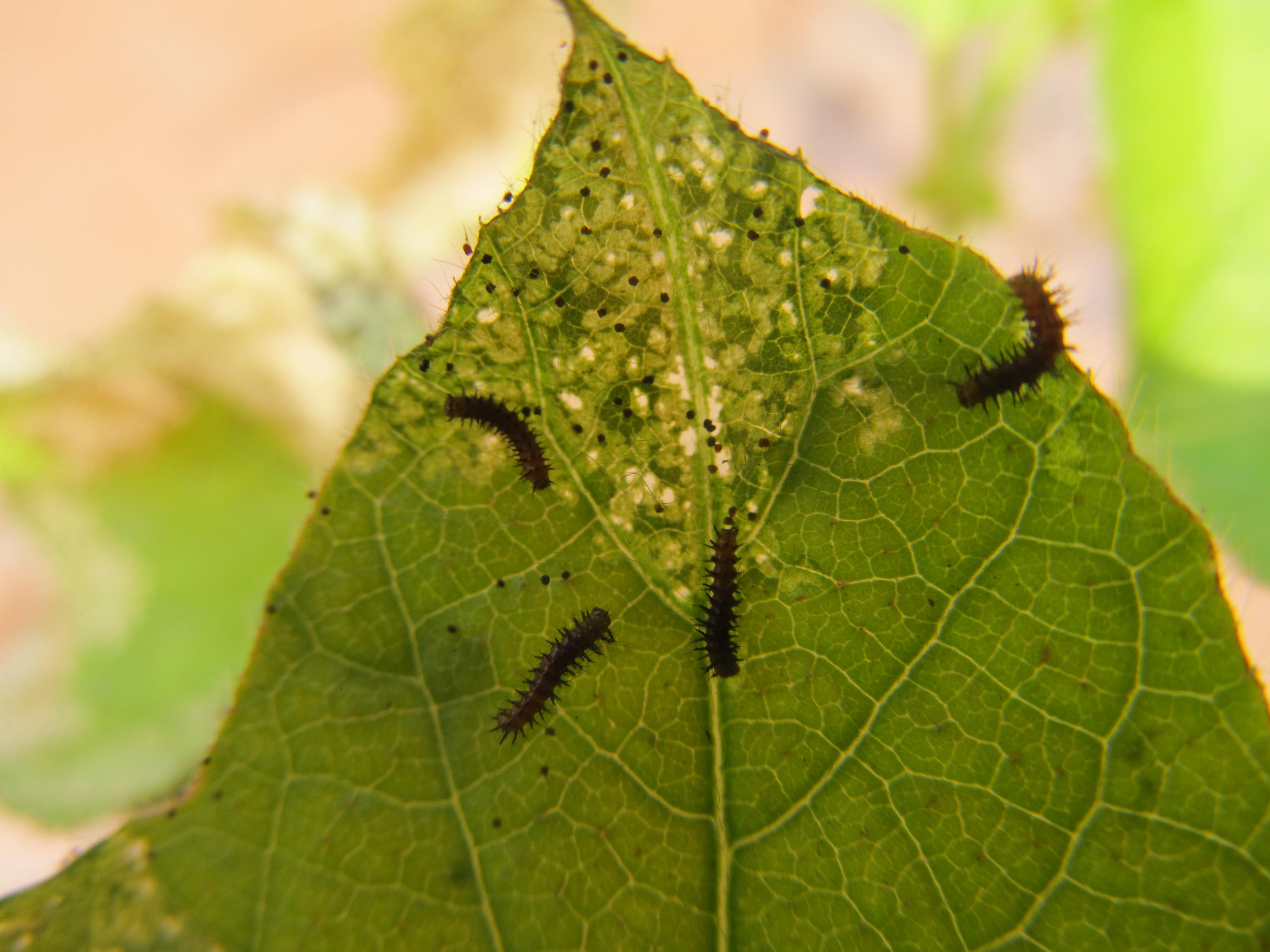
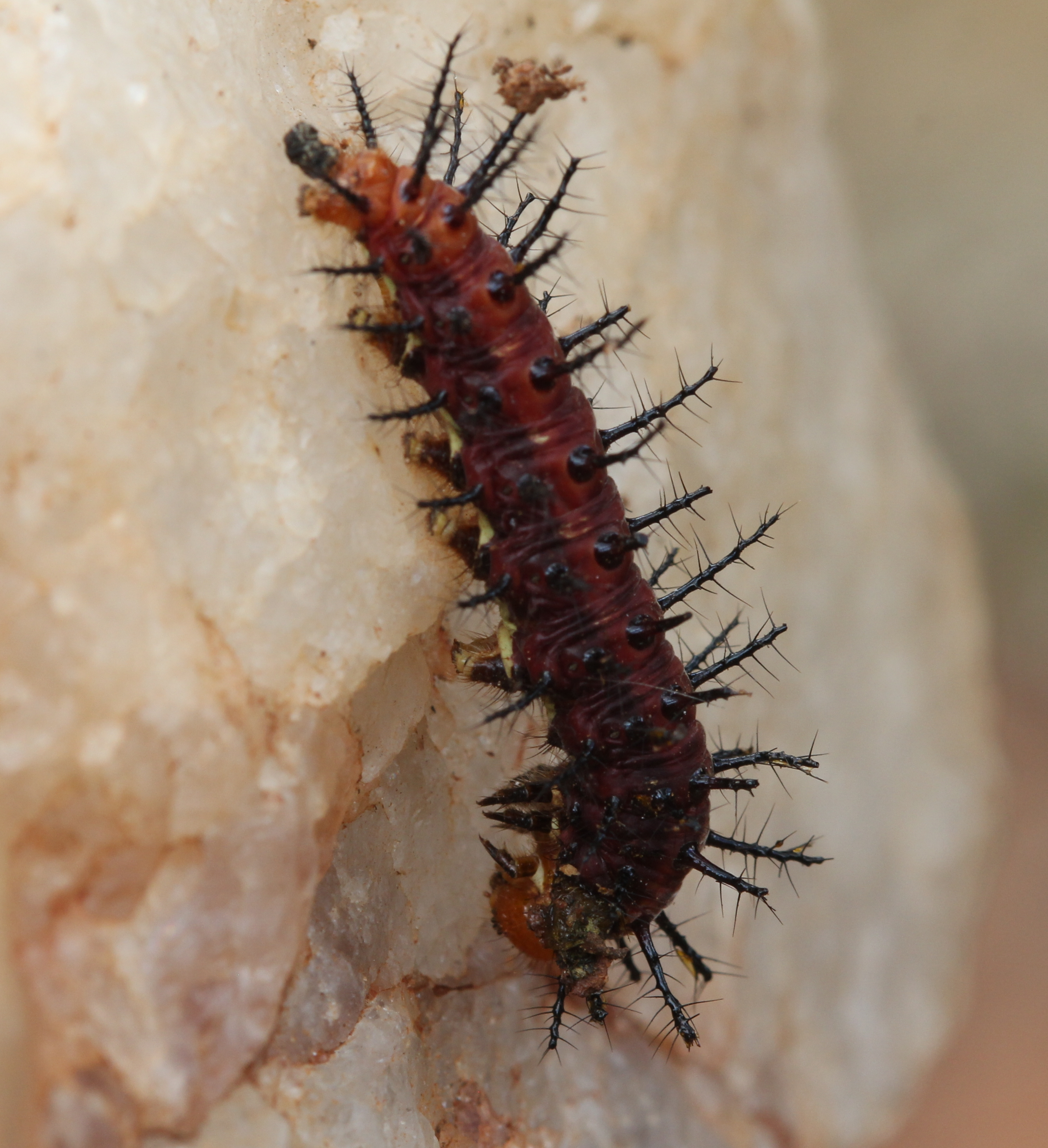
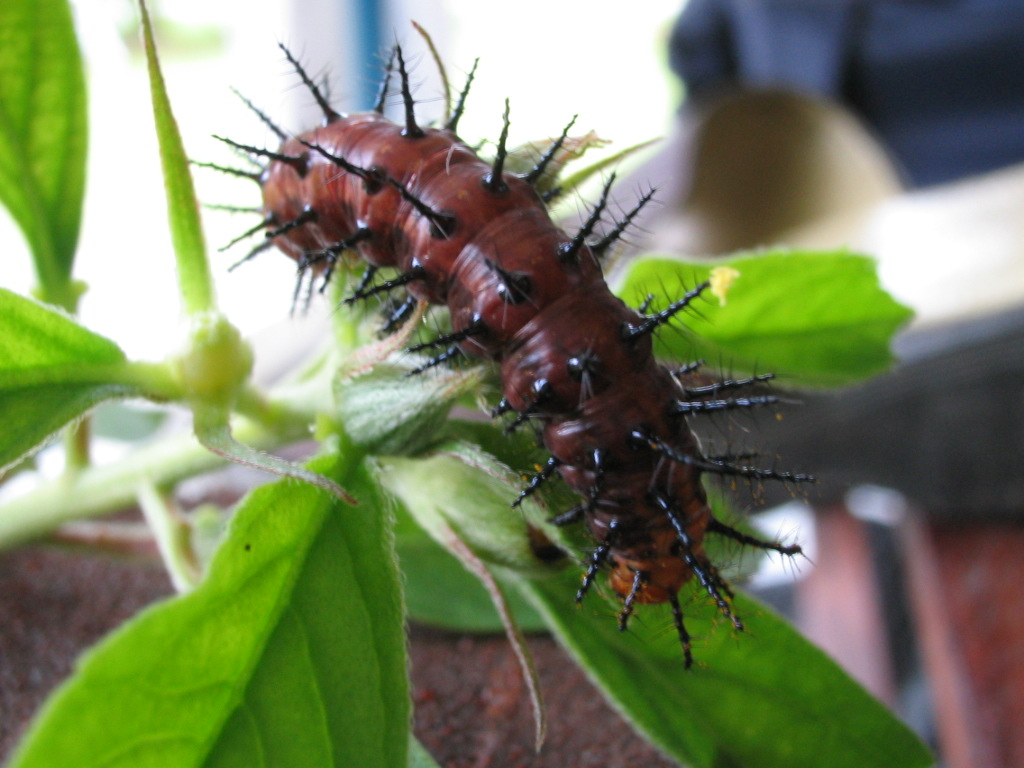
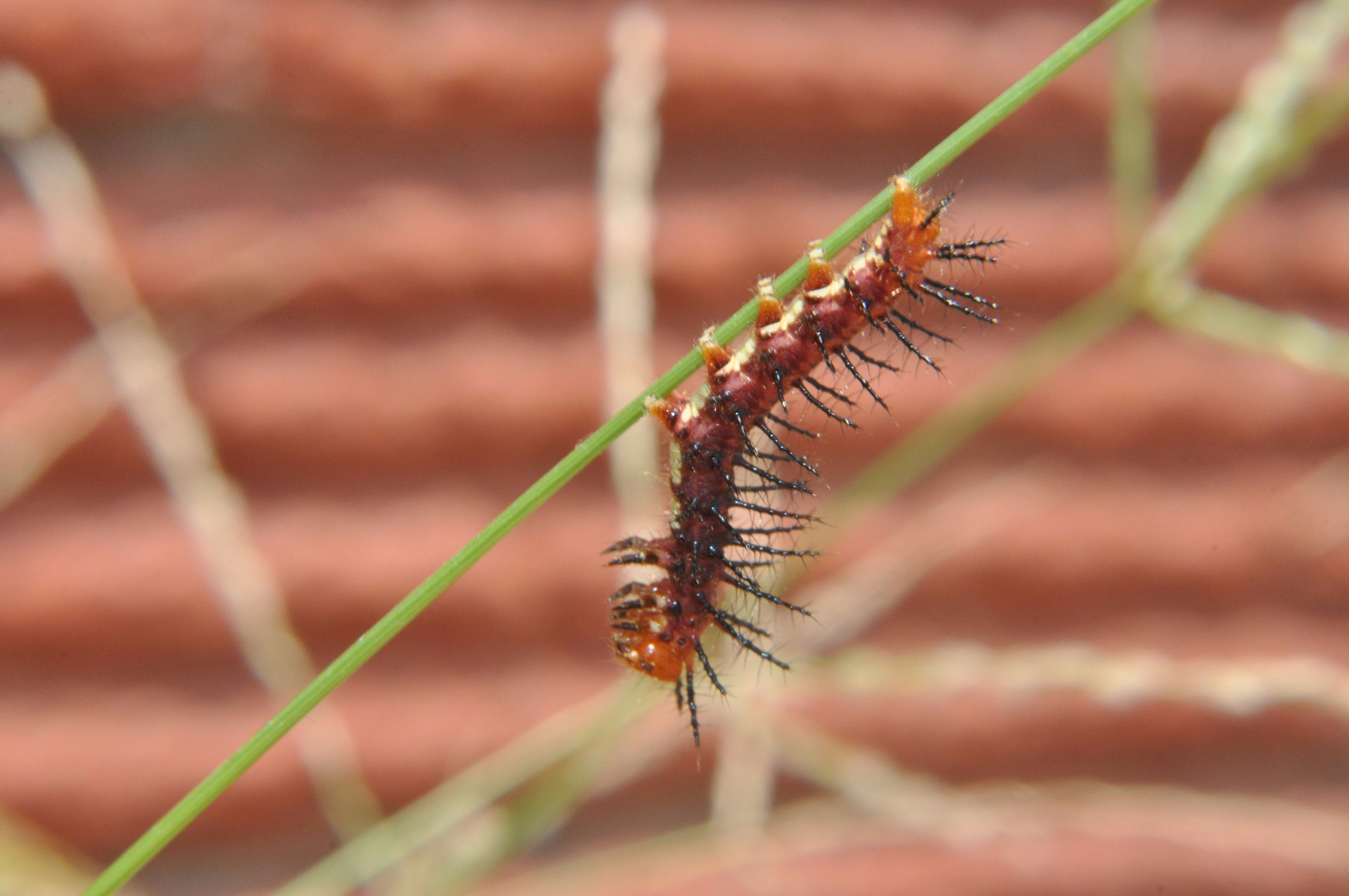
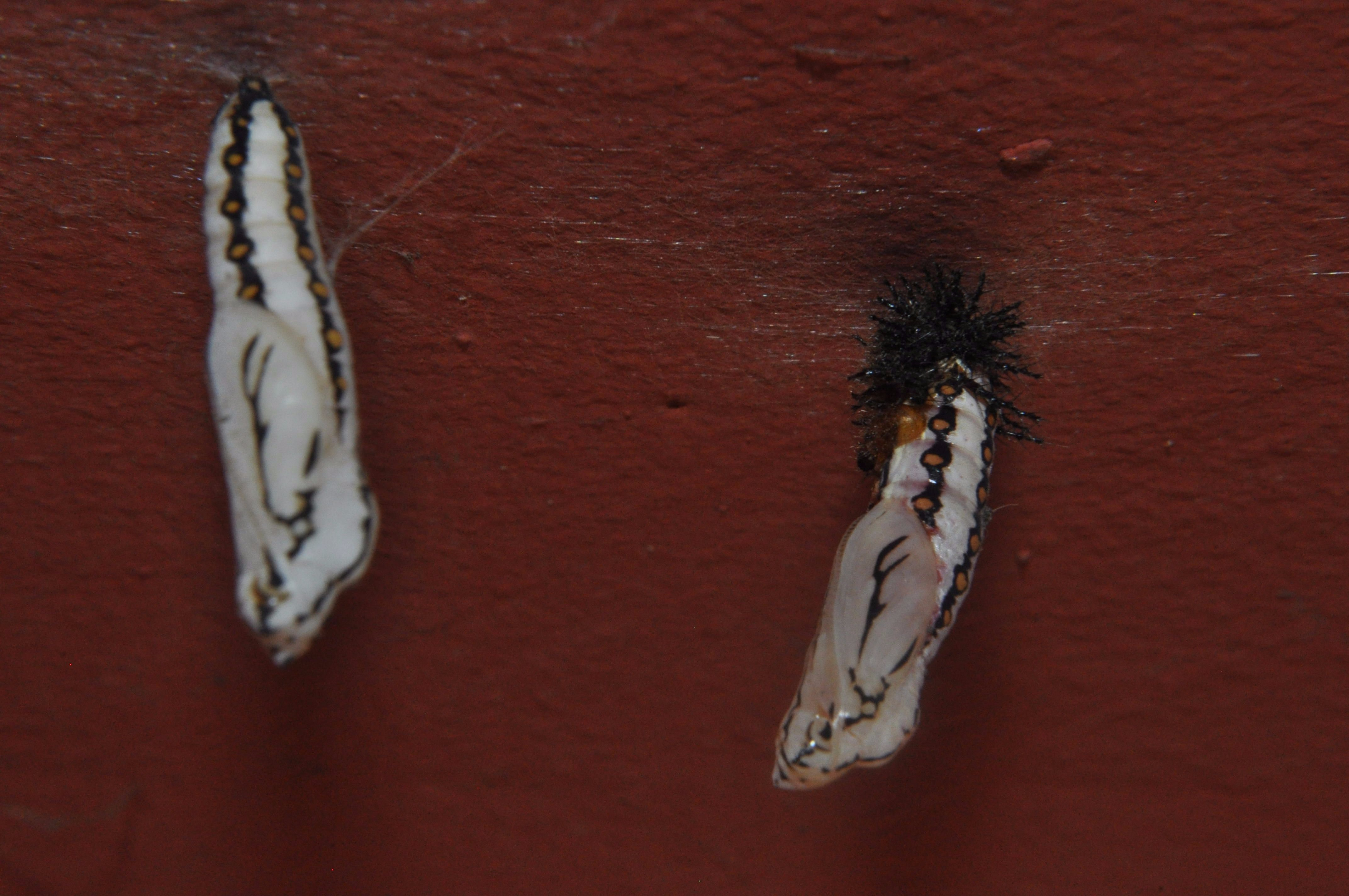
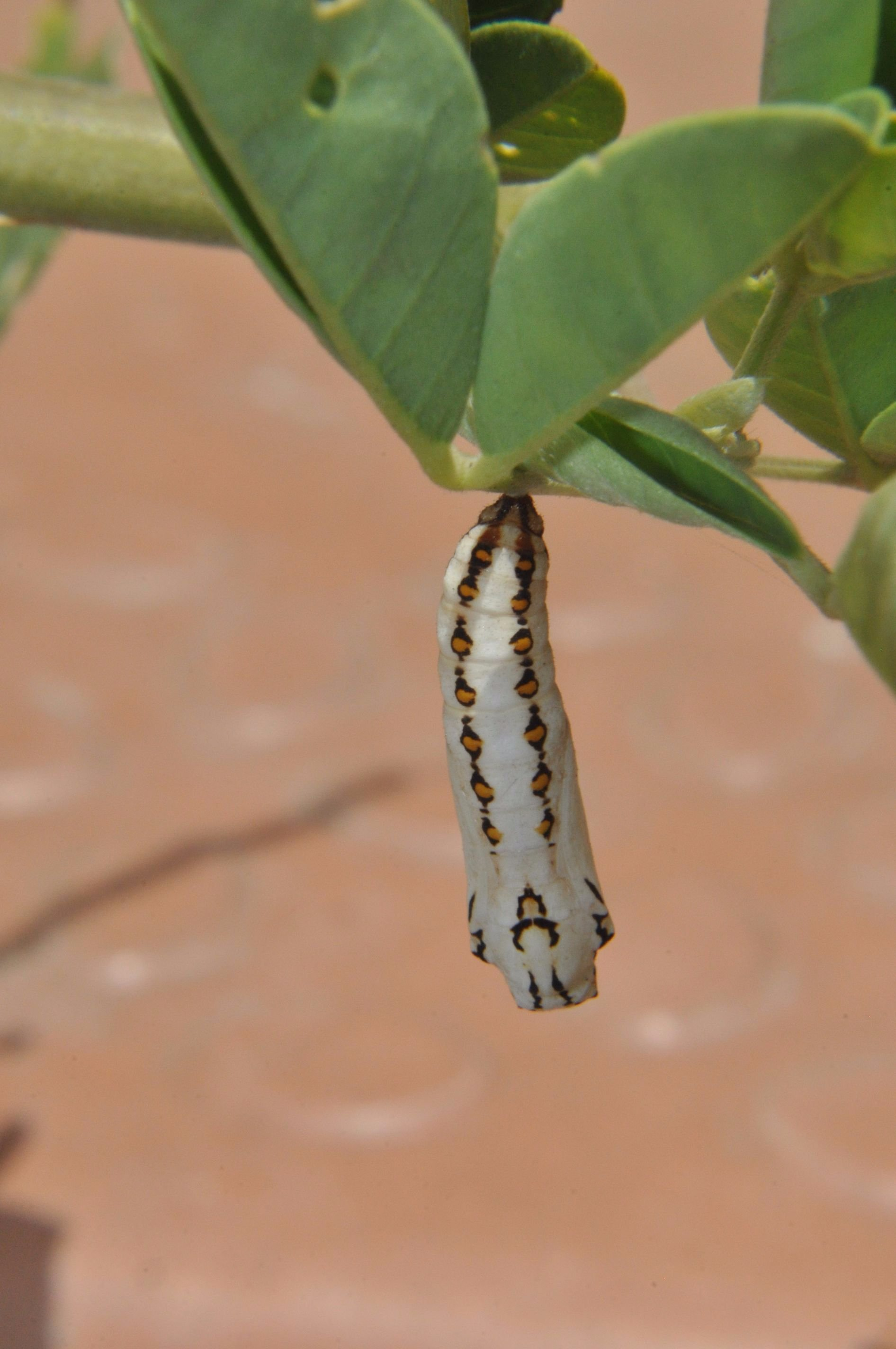
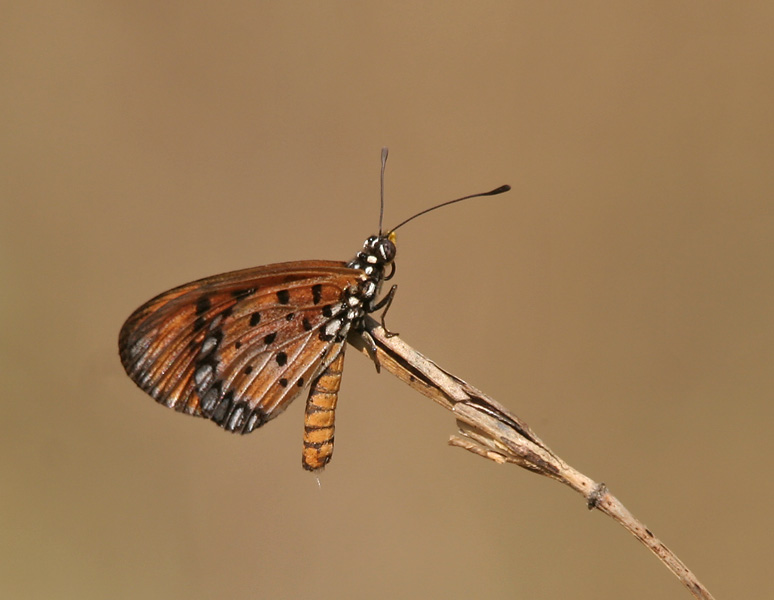
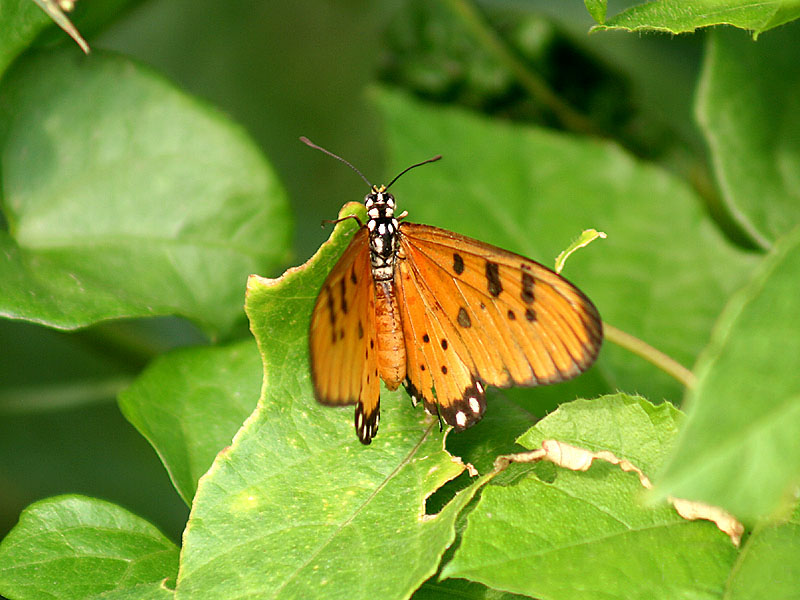
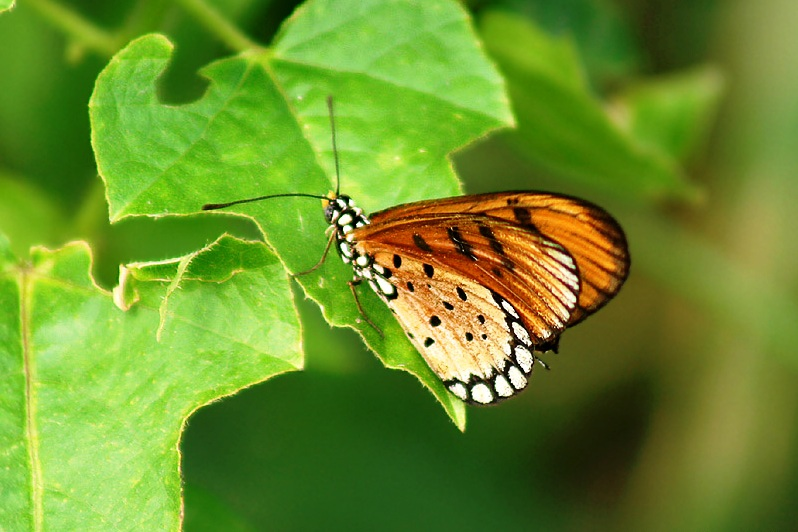
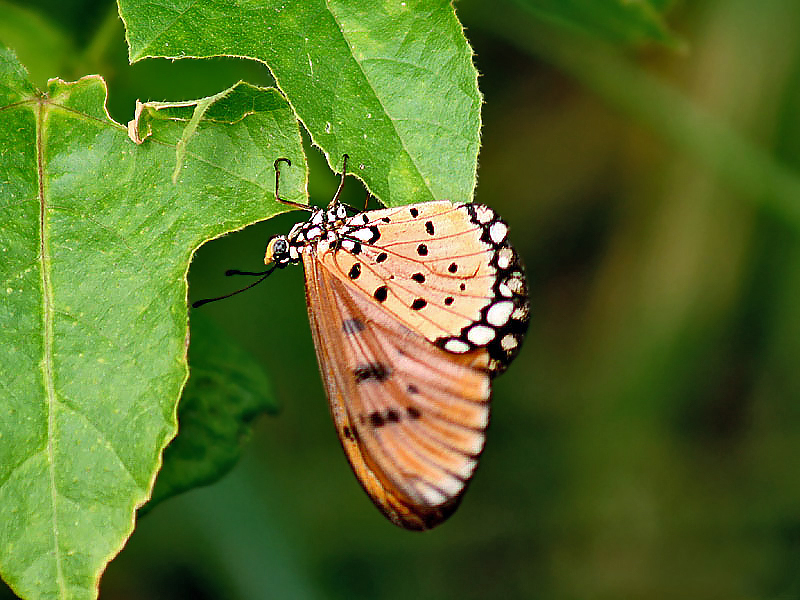
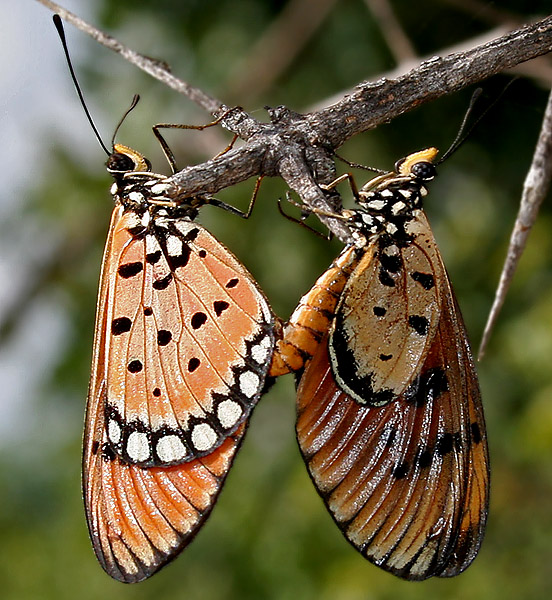